# Lévis
Lévis – miasto w kanadyjskiej prowincji Quebec, stolica regionu Chaudière-Appalaches. Położone jest w aglomeracji miasta Québec, na przeciwległym brzegu Rzeki Świętego Wawrzyńca. Od 1919 roku ma z nim połączenie mostowe (Pont de Québec).
Liczba mieszkańców Lévis wynosiła w 2011 roku 138 769 osób. Język francuski jest językiem ojczystym dla 97,4%, angielski dla 1,1% mieszkańców (2016).